# Barbara Van der Wee
Pour les articles homonymes, voir Wee.
Barbara Van der Wee, née à Gand le 10 avril 1957, est une architecte belge spécialisée dans la restauration, la réhabilitation et la réactualisation de bâtiments et sites historiques de grande valeur datant des 19e et 20e siècle, dont des édifices de Victor Horta. Elle est également reconnue pour la précision de ses études préparatoires reprenant des études historiques, de faisabilité, des plans de gestion et des plans globaux de restauration, qu'elle développe en vue de respecter l'authenticité des œuvres.

## Formation
Barbara Van der Wee est diplômée en architecture de l'institut Sint-Lucas à Bruxelles en 1981. Durant ses études, elle a réalisé notamment un stage chez Alfons Hoppenbrouwers, le fondateur du Sint-Lukasarchief (nl). L'année suivante et pendant une période de deux ans, elle effectue un stage chez Michael Graves (1981-1983). Elle s'inscrit ensuite au Centre International Raymond Lemaire pour la Conservation (CIRLC) de la KU Leuven et obtient un master en conservation du patrimoine. Elle y poursuit ses recherches concernant le patrimoine historique en tant que source de création contemporaine. Son travail de fin d'études, portant sur une lucarne de l'Hôtel Van Eetvelde de Horta, l'amènera à diriger les travaux de restauration de cet édifice à partir de 1988.

## Carrière professionnelle
Durant sa vie professionnelle, elle mène de front une carrière académique et une d’architecte. Elle est notamment membre de l’Académie royale flamande de Belgique pour les sciences et les arts et experte consultante pour Europa Nostra et le patrimoine mondial de l’UNESCO.
En parallèle avec sa carrière d'architecte, elle dirige les ateliers de projets du Centre International Raymond Lemaire pour la conservation (KU Leuven) et y coordonne les travaux pratiques au sein du master de spécialisation international et interdisciplinaire jusque 2020. Durant sa carrière académique, elle publie, co-rédige et contribue à de nombreux articles et ouvrages.
En 1988, par suite de son travail de fin d’études, elle travaille sur l’Hôtel van Eetvelde dessiné par Horta. Sa mission consiste à rétablir des puits de lumière qui avaient été transformés en bureaux par la société Figaz, propriétaire du bâtiment. Elle travaille avec l’architecte Jean Delhaye et à deux ils rendent leur aspect initial aux parois des puits de lumière.
Entre 1991 et 2000, elle s'engage dans la conservation et la restauration de la maison personnelle de Horta, dont les travaux visent à l'aménager en musée. Cette restauration est réalisée en deux phases : la première, entre 1991 et 1993, vise à reconstituer une fenêtre et sa grille au rez-de-chaussée que Horta avait remplacé par une porte de garage et à augmenter la stabilité de la cage d’escalier principale. La seconde, entre 1994 et 1995, consiste à réhabiliter l’atelier, à restaurer la façade de l’arrière du bâtiment ainsi que les toitures. Enfin en 1998 les travaux visent la restauration des vitraux ainsi que les peintures de la cage d’escalier.
En 1999, elle est nommée maître d'œuvre au BOZAR, le Palais des Beaux-Arts de Bruxelles. Pour ce projet, elle collabore avec Paul Dujardin (directeur général de BOZAR), en vue d'élaborer un "programme artistique en harmonie avec la rénovation et la restauration du bâtiment dans son ancienne gloire". Ce n’est toutefois qu’à partir de 2002 et le changement de statut juridique du Palais des Beaux-Arts (devenu une société anonyme d’intérêt public à finalité sociale) que Paul Dujardin choisit de renouer le lien entre le bâtiment et son projet culturel. Pour ce faire, il est nécessaire de retrouver l’intégrité originelle du lieu. C’est donc la nature patrimoniale du lieu qui sera mise en évidence, soit l’originalité et la cohérence spatiale du bâtiment. Les choix de restauration sont par ailleurs guidés par les qualités du bâtiment de Horta, mais aussi par les exigences des projets artistiques. Barbara Van der Wee promeut donc une approche intégrée de l’ensemble du projet. D’autre part, l’objectif étant de refaire du Palais un pôle d’attraction au cœur de la ville, le public n’est pas laissé en reste durant les travaux et reste impliqué grâce à l’organisation d’expositions durant ceux-ci.
Parallèlement, elle développe une œuvre personnelle. Au sein de laquelle, elle réhabilite et construit des logements pour étudiants au Grand Béguinage de Louvain pour la KULeuven. 
En 2000, et pendant une année, elle œuvre à la réorganisation et à la mise aux normes du jardin d'enfants, édifiée par l'architecte Victor Horta au numéro 40 de la rue Saint-Ghislain, dans le quartier des Marolles, au cœur de Bruxelles. 
Elle mène d'autres travaux de restauration à Bruxelles, dont les façades de la maison personnelle de Paul Hankar (1994) et de l'Hôtel Winssinger de Horta (1999). 
En 2006, elle crée son propre cabinet d'architecture : Barbara Van der Wee Architects – Studio for architecture & conservation, basé à Bruxelles. Son leitmotiv est la préservation de l'authenticité des bâtiments et l'intégration d'interventions et de techniques contemporaines faisant entièrement partie du processus de conception. Elle travaille également en collaboration avec SumProject, le cabinet d’architecture de son mari, Paul Lievevrouw.
De 2019 à 2021, elle travaille à nouveau à la restauration de l'Hôtel van Eetvelde de Victor Horta, à propos duquel elle avait rédigé une thèse 22 ans auparavant. Lors de la restauration, il s'est avéré très important de préserver le caractère authentique et d'appliquer de nouvelles interventions et techniques. Van der Wee tente alors de trouver un équilibre entre trois paramètres : la valeur patrimoniale du bâtiment, le programme d'exigences et les normes et standards en vigueur.
En 2021, le bureau Barbara Van der Wee Architects prépare une restauration de la façade de l'Hôtel Solvay de Victor Horta.
Outre la restauration de bâtiments Art nouveau, le bureau entreprend également d'autres grands projets de restauration et de mise à jour de bâtiments des XIXe et XXe siècles, souvent en équipe avec d'autres bureaux d'architectes, comme le Musée des Beaux-Arts de Tournai (de Victor Horta; projet intégrant le bâtiment Horta dans une extension contemporaine, en collaboration avec XDGA), le Grand Théâtre de Verviers (en collaboration avec L'Escaut), les Anciens Thermes de Spa (en collaboration avec SumProject + SumResearch) ou le Boekentoren à Gand (en collaboration avec Robbrecht en Daem Architecten).

## Travaux importants
- 1991-2000 : Restauration du musée Horta, Amerikastraat, Saint-Gilles
- 1994 : Restauration de la façade de la maison personnelle de Paul Hankar, Bruxelles
- 1999 : Études préliminaires pour le Palais des Beaux-Arts (BOZAR), Bruxelles
- 1999 : Restauration de l'Hôtel Winssinger de Horta, Rue de l'Hôtel des Monnaies, Saint-Gilles
- 2000 : Restauration d'une école maternelle construite par Horta, rue Saint-Ghislain 40, Bruxelles
- 2017 : Rénovation de bâtiments sur la Leysstraat, Anvers (en collaboration avec Bovenbouw)
- 2017 : Restauration et restitution du Magasin Wolfers, MRAH, Bruxelles
- 2019 : Restauration de l'Hôtel van Eetvelde de Victor Horta, Avenue Palmerston, Bruxelles
- 2020 : Rénovation du design du Musée juif, Bruxelles (en collaboration avec Tab Architects et Barozzi Veiga)
- 2021 : Restauration de la façade à rue de l'Hôtel Solvay de Victor Horta, Avenue Louise, Ixelles

BOZAR, phases de restauration :
- 2006 : Musée du cinéma (aujourd'hui Cinematek) en collaboration avec Robbrecht en Daem architecten et SumProject
- 2009 : Restauration des toits et salles d'expositions sous-jacentes
- 2009 : Restauration de la brasserie en collaboration avec Robbrecht en Daem architecten
- 2012 : Restauration circuits et foyer salle de concert
- 2017 : Restauration des toits plats et aménagement d'un appartement pour artistes sur le toit
- 2017 : Restauration du Salon Royal

## Vie privée
Le père de Barbara, Herman Van der Wee, est professeur émérite et a été admis dans la noblesse héréditaire belge en 1996 avec le titre de baron. Barbara Van der Wee est également admise dans la noblesse.
Elle est mariée à l'architecte Paul Lievevrouw.

## Publications
Durant sa carrière, elle a contribué à de nombreuses publications, dont une partie est référenciée dans sa bibliographie académique du KU Leuven. Elle participe régulièrement à des conférences ou colloques en lien avec l’architecture et la restauration.